# Význam draka v čínské malbě
Čínské umění je metaforické, alegorické a obrací se k přírodě jako ke zdroji odkazu. Veškeré tradiční čínské umění je symbolické. Vše co je namalováno, odráží určitý aspekt celku, kterého si je malíř intuitivně vědom. Činské umění je plné symbolů specifičtějšího druhu s různými významy. Draci jsou oblíbená čínská mytologická stvoření, která se používají jako prvky výzdoby budov, kostýmů, obrazů a řezbářských děl. Symbol draka nacházející se na malbách se používá k výzdobě budov, zejména císařských budov. Čínský drak symbolizoval svrchovanost císařů. Vše, co souviselo s draky, se v čínských feudálních dobách používalo výhradně pro císařský majetek. I dnes čínští řemeslníci, při vytváření svého umění, využívají symbolická zvířata pro dekorativní účely. Nejrozšířenější je skupina známá jako "Čtyři nadpřirozená stvoření", kterou tvoří kromě draka, také fénix, jednorožec a želva.

## Původ vzniku symbolu draka v čínské malbě
Pro teorie původu vzniku symbolu draka v čínském umění se naskytuje více perspektiv. 
Jeden z prvních vyobrazených draků byl Drak Kchuei, který se vyskytoval na bronzových nádobách z dynastie Čou. Na nádobách z této doby je často vyobrazován v obklopení mraků a hromů. Jeho podobyzna je primitivní. Drak na nádobách údajně působil zdrženlivě proti hříchu a chamtivosti. Tento drak je zobrazován konvenčním způsobem, ale občas se může objevovat také v realistické a děsivé podobě.
Mnoho čínských vzorů a symbolů, které se dodnes používají, pochází z velmi dávné antiky. Mezi nejstarší patří skupina symbolů známá jako "dvanáct ornamentů", kterou je drak součástí. Tyto symboly se dodnes používají zejména v textilu.
Původ vzniku symbolu draka je spojen také s astronomií.  Mitologickému Žlutému císaři, který podle legend vládnul Číně dvě a půl tisíciletí před naším letopočtem, se připisuje mnoho zásadních vynálezů čínské civilizace. Mezi jeho úspěchy patří i zavedení systematického studia astronomie. Nebe rozdělil na 4 kvadranty, přičemž každému z kvadrantů přiřadil jedno mystické zvíře. Tato zvířata si dodnes zachovávají svůj význam a mají vliv na kulturní život Číňanů. Jedním z mystických zvířat je právě azurový drak, který byl přiřazen k východnímu kvadrantu. Svůj symobilický význam dostal podle analogie mezi dnem a rokem. Azurovému drakovy připadá ranní slunce a roční období jaro. Právě azurový drak bývá často ztvárňován v uměleckých dílech.
Drak se často pokládá za národní znak. O zoologické identitě čínského draka se vedlo mnoho spekulací.
Teorie vzniku myšlenky draka v čínské kultuře z hlediska zoologie se dělí do čtyř skupin.
1. První teorie, vychází ze zkamenělých pozůstatků nebo představuje nejasnou vzpomínku na nějakou z prehistorických příšer, například ichtyosaura.
2. Druhá teorie má zato, že drak nemá žádný předobraz v dnešní přírodě a proto ho zastánci této teorie považují za pouhý fantazijní výtvor.
3. Za třetí, symbol draka byl převzat z jiné kultury.
4. Čtvrtá teorie popisuje draka, jako modifikovanou formu aligátor, který se dodnes vyskytuje v řece Jang-c’-ťiang .[1]

## Rozdělení draků z uměleckého hlediska
Vyobrazení draka se dělí na moderní a primitivní formy.
- Drak Kchuei-long (夔龙) – Primitivní forma draka, která zdobila starověký bronz a vyřezávané kosti.[1]
- Drak Čchi-long (螭龙) - Další primitivní forma, bez rohů a šupin.[1]
- Žlutý drak (黄龙) - Mezičlánek mezi primitivním a moderním typem draka. Často se vyskytoval na šantungských sochách.[1]
- Moderní drak – Vyobrazení moderního draka má více verzí - Jednou z verzí je, že moderní drak má na čele rohy připomínající parohy jelena. Má hlavu velblouda, oči zajíce, krk hada, břicho žáby, šupiny jako ryba, pařáty jako orel a tlapy jako tygr. Jiná verze říká, že moderní drak nemá uši, ale slyší rohama. V blízkosti jeho úst bývá zobrazena koule obklopená plameny a mraky. Tato koule se běžně nazývá "perla" a bývá vysvětlována jako zobrazení slunce.[1]

## Význam barev použitých při malbě draků
Čínští draci jsou pestrobarevná stvoření a každá barva má jedinečnou symboliku.  

### Bílý drak
Bílá barva je v čínské kultuře tradičně spojována se smrtí a truchlením. Bílý čínský drak však symbolizuje čistotu a ctnost.

### Červený drak
Červená je v Číně nejšťastnější barvou. Často se používá k výzdobě domu/budovy při svatbě nebo slavnosti. Červený drak má proto šťastnou symboliku. Lidé malují červené draky, aby jimi vyzdobili své domy nebo chodníky, při oslavách různých svátků. Je tradicí používat červené draky při dračích tancích.

### Žlutý drak
Žlutý drak symbolizuje štěstí a moc. Někteří Číňané také věří, že tento drak dokáže ovládat čas a roční období. Již od dob starověkých císařských dynastií byla žlutá barva považována za královskou. Žlutí draci byli symbolem císaře. Představovali moudrost, štěstí a moc. 

### Černý drak
Černí čínští draci jsou často spojováni s pomstou. V některých čínských filmech mnoho zločineckých organizací nebo pouličních gangů použivá právě černé draky, jako znak. Zločinci mají často na pažích nebo na zádech tetování černých draků, kteří představují zlo nebo pomstu. Ve staré Číně je černý drak často spojován s katastrofami, jako jsou bouře a záplavy.

### Modrý, zelený, azurový drak
V čínské kultuře představuje modrá a zelená barva přírodu, zdraví, léčení, mír a růst. Modrozelený drak symbolizuje příchod jara, nový život a růst rostlin.

### Zlatý drak
Zlatí čínští draci jsou spojováni s mocnými božstvy nebo sklizní. Zlatí draci vždy symbolizují bohatství, prosperitu, sílu, úrodu a moc.

## Typy čínských draků

### Duchovní drak
Duchovní drak je tradičně modrý. Ovládá déšť i vítr. Jeho úkolem je zajistit, aby lidé měli z těchto dvou živlů užitek.

### Okřídlený drak
Okřídlený drak sídlí na obloze. V čínské legendě je okřídlený drak praotcem draků. Ovládá čtyři roční období a je potomkem Žlutého císařeSkutečnost, že tento drak má křídla, je poněkud zvláštní vzhledem k tomu, že většina čínských draků je bez křídel. Jedná se o velmi významný typ draka. Je symbolem déště a záplav.

### Nebeský drak
Tento drak sídlí na obloze, kde chrání nebeské bohy před pádem na zem.

### Navíjecí drak
Navíjecí drak žije v moři a ovládá čas. Zatímco většina draků má schopnost vystoupit na oblohu, tento drak je omezen na život ve vodě.

### Drak pokladů
Číňané věří, že tento drak chrání skryté poklady, jako jsou drahé kovy, peníze a osobní bohatství.

### Drak podzemí
Tento drak ovládá řeky, potoky a moře. Někteří věří, že je to ženská verze duchovního draka.

### Rohatý drak
Rohatý drak je v čínské tradici jedním z nejmocnějších draků. Ačkoli je někdy zobrazován jako drak se zlými sklony, je také spojován s vyvoláváním deště. Rohatý drak je podle čínské legendy drak, který se již dožil více než 500 let a v tomto věku se mu vyvinuly rohy.

### Azurový drak/ zelený drak
Je jedním ze čtyř velkých zvířat v čínské mytologii (Černá želva, Vermilionský pták, Bílý tygr a Azurový drak), která představují čtyři směry (sever, jih, západ a východ). Zelený drak představuje východ a ovládá déšť a vítr.

### Mračný drak
Podle legend žije tento drak v mracích. Dokáže proletět hustým mrakem a vyvolat déšť. Je to také oblíbený drak, kterého čínští malíři rádi malují.

### Dračí král
Dračí král neboli dračí bůh je považován za nejmocnějšího ze všech draků. Může se objevovat v různých podobách a často je zobrazován jako člověk. Vládne čínským mořím ve všech čtyřech směrech (východ, západ, sever a jih). Dračí král, neboli starý drak je v čínské mytologii nejmocnějším a nejinteligentnějším čínským drakem.

## Co symbolizují draci v čínské společnosti?
Draci jsou v čínské mytologii mocná stvoření. Jsou spojováni se schopností ovládat roční období, čas a úrodu. Obecně symbolizují následující:

### Vše mužské
v tradiční čínské společnosti byla mužům přisuzována síla a moc. Často měli vliv na záležitosti společnosti. Draci byli v tradiční společnosti používáni jako symboly této relativní dominance. Mužské rysy byly tedy považovány za fyzické projevy mytologického draka.

### Urozenost
Podle čínské astrologie jsou lidé narození v roce draka úspěšnější a urozenější než ostatní. Mnoho Číňanů považuje osoby narozené v dračích letech za lidi se silnou vůlí, rozhodné a sebevědomé.

### Zemědělský život
Podle čínské mytologie ovládají draci počasí a roční období. Ačkoli většina draků je bez křídel, samci draků mají moc létat k nebesům a přinášet déšť, zatímco samice draků ovládají pozemské vody, jako jsou řeky, jezera, moře a studny.

### Štěstí
Někteří lidé také věří, že draci symbolizují štěstí a zdar. Lidé proto často nechávají draky vyrýt na nádobí a osobní předměty, aby přilákali to nejlepší, co život nabízí.

### Laskavost
V Číně jsou draci symbolem laskavosti a vřelosti.